# كانيت لو رويج
بلدية كانيت لو رويج (بالإسبانية: Canet lo Roig)‏، هي إحدى بلديات مقاطعة كاستيلون التي تقع في منطقة بلنسية، في شرق إسبانيا.
يبلغ عدد سكانها 913 نسمة وفقاً لإحصائية سنة (2006).